# Julie Masse
Julie Masse (Greenfield Park, Quebec, 3 de junio de 1970) es una cantante francófona canadiense de estilo pop. Vivió sus primeros años en la ciudad de Longueuil.

## Vida artística
En 1990 lanzó su primer álbum Julie Masse el cual recibió un enorme reconocimiento en su natal Quebec, con las canciones C'est zéro, Sans t'oublier y Prends bien garde. Dicho álbum se consagró a Disco platino y ganando tres Premios Félix.
En 1991 ganó dos premios en la Videogala por su vídeo musical "Sans t'oublier", siendo el clip del año y se convirtió en la artista femenina del año. Participó en el programa Bye Bye emisión de 1991. Además de participar en un bosquejo cantó su canción "C'est zéro" para inaugurar el año 1992.

## Discografía
- 1990 Julie Masse
- 1992 À contre-jour
- 1994 Circle of one
- 1996 Compilation